# 오산시의회
오산시의회는 경기도 오산시 지역을 관할하는 기초의회이다.